# Перлівець арктичний
Перлівець арктичний (Boloria improba) — вид денних метеликів родини сонцевиків (Nymphalidae).

## Поширення
Вид поширений у Північній Європі, Північній Америці та в Росії. В Європі відомий з прикордонного регіону між Норвегією, Швецією та Фінляндією. В Америці поширений в північно-східній частині Аляски та деяких окремих популяціях у канадській частині Скелястих гір, на південному заході штату Вайомінг та південному заході Колорадо. В Росії трапляється на Чукотці, на північному заході Кольського півострова, півострові Канін, острові Нова Земля, окремі місця проживання є в тундрі і лісотундрі Республіки Комі і Архангельської області і на Полярному Уралі.

## Опис
Довжина переднього крила 15-17,5 мм. Розмах крил 26-34 мм. Вершина переднього крила закруглена, нижній кут згладжений. Фоновий колір крил у обох статей тьмяно-помаранчевий. Є велике сірувато-буре напилення на крилах. Темний малюнок розвинений червонувато-бурими плямами, які створюють злиті перев'язі. Зовнішній край крил з ниткоподібною темною каймою, за якою знаходиться тонка прикрайова перев'язь і ланцюжок округлих плям, більших і розмитих на передніх крилах. У центральній частині заднього крила є невелике світле поле, підкреслене ламаною перев'яззю і великим затемненням всієї прикореневою половиною крила. Нижня сторона крил рудувато-вохриста, малюнок недостатньо контрастний, розмитий.

## Спосіб життя
Мешкає у тундрі і лісотундрі. Личинки харчуються листям Polygonum viviparum в Європі, а в Північній Америці харчовими рослинами є Salix arctica та Salix reticulata.

## Підвиди
- B. i. acrocnema — поширений в горах Сан-Хуан на південному заході Колорадо.
- B. i. harryi — в горах Вінд-Рівер на південному заході штату Вайомінг.
- B. i. improba — на Алясці, на північному заході Канади і на Чукотці.
- B. i. improbula — на півночі Скандинавії.

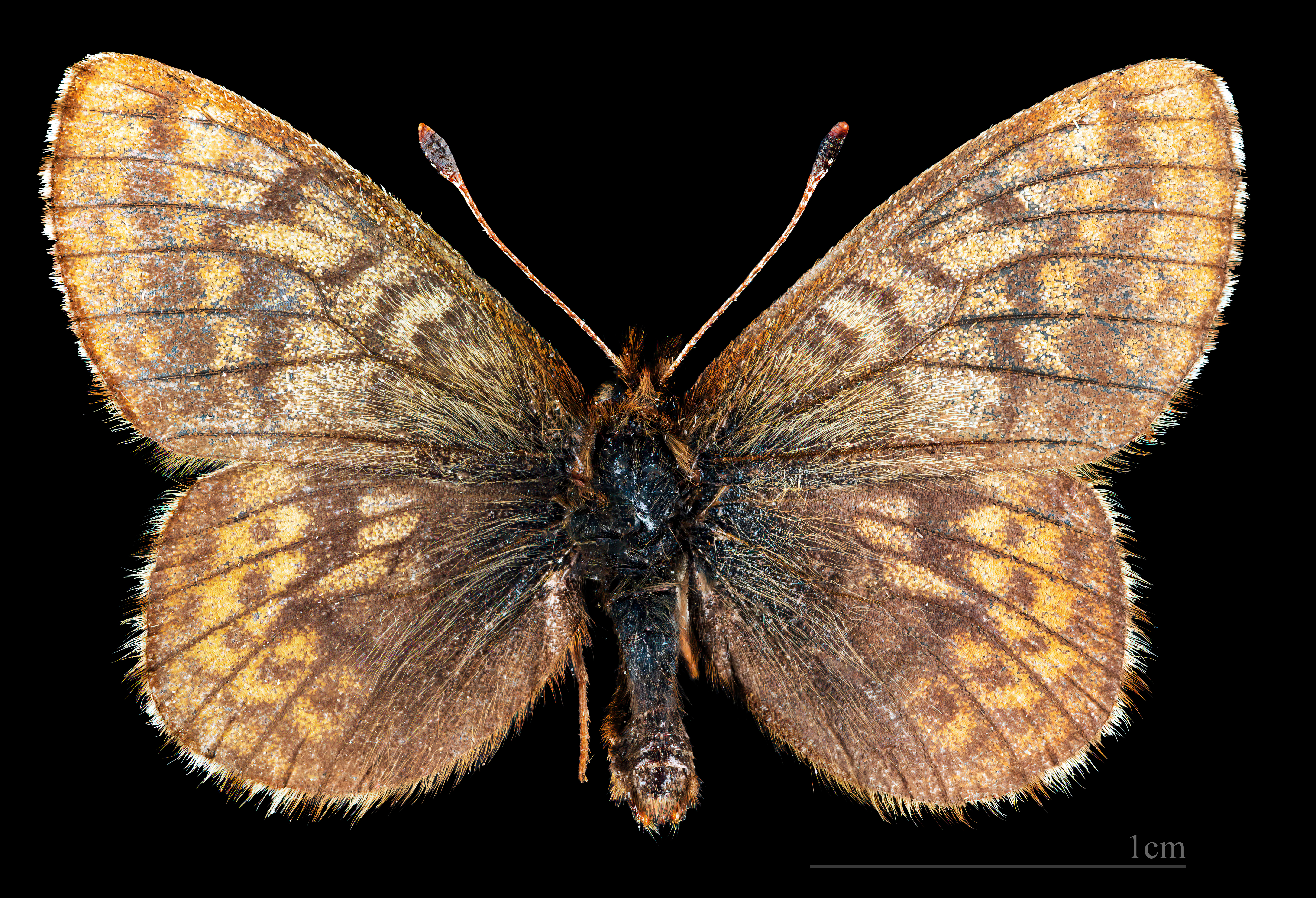
Boloria improba improbula ♂
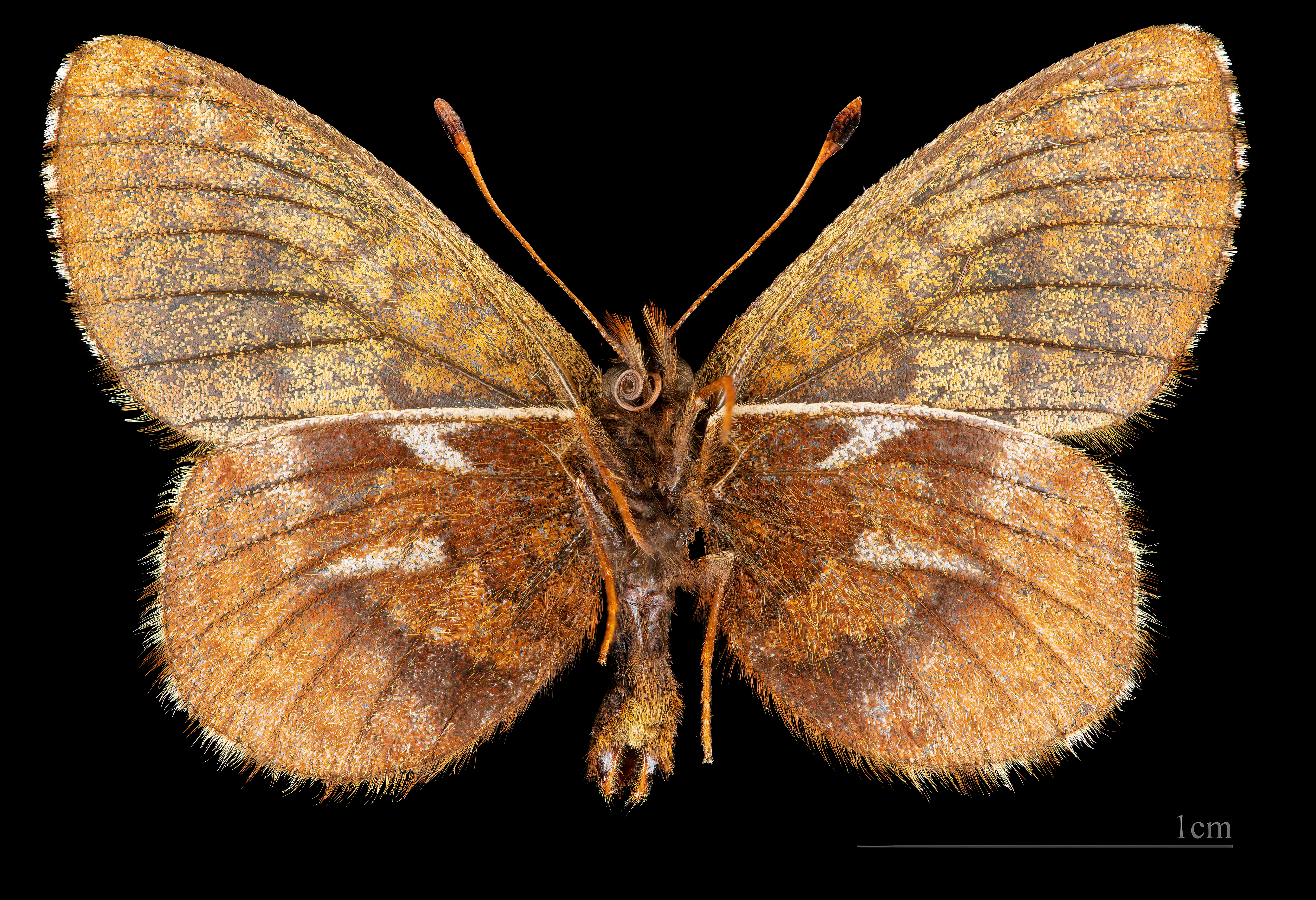
Boloria improba improbula ♂  △